# مطاردة الأعاصير

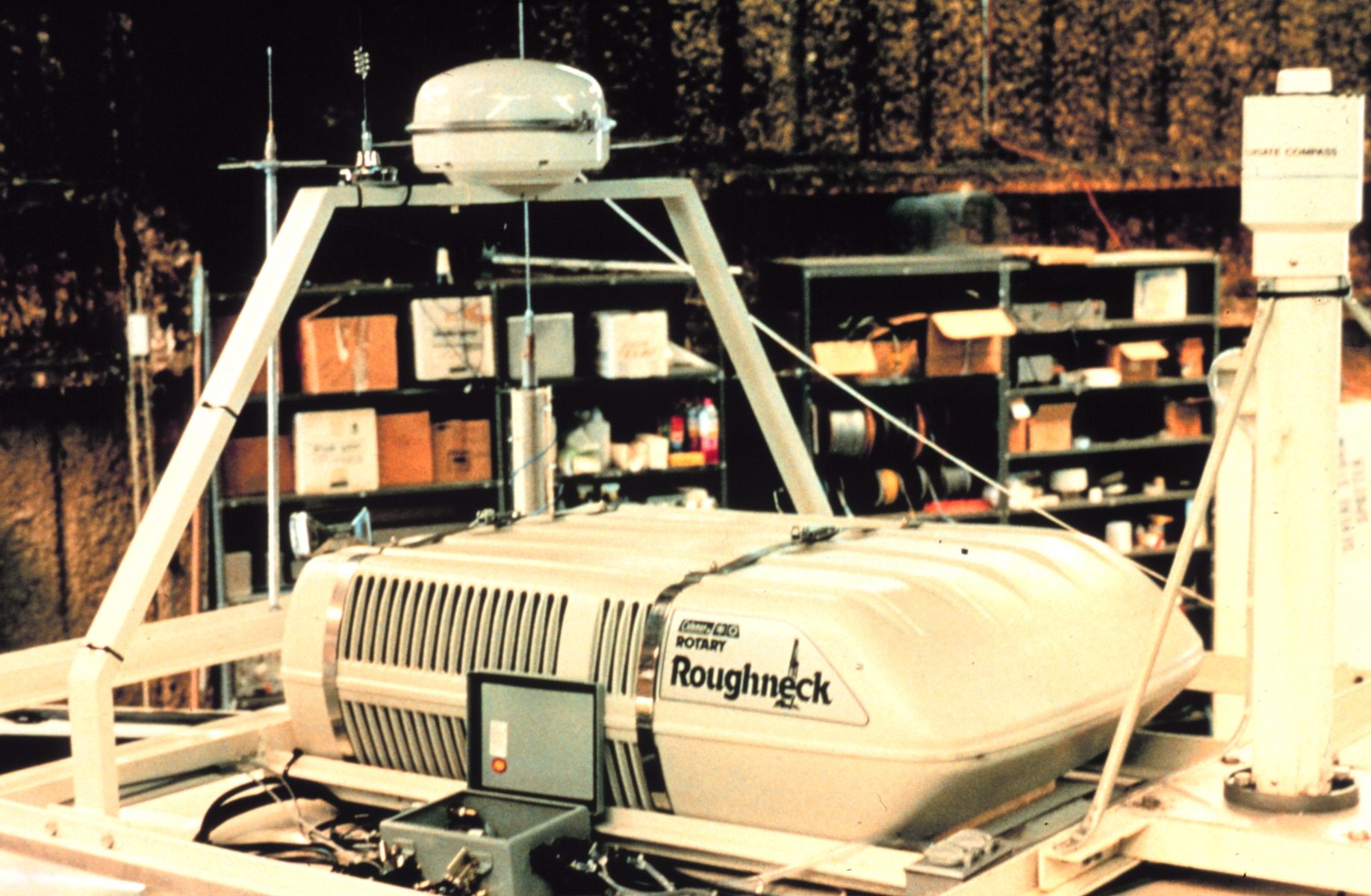
أجهزة على سيارة مطاردة اعاصير

مطاردة الاعاصير هي ملاحقة الظروف الجوية الهائلة لمشاهدة إعصار أو برق مثلًا بغض النظر عن الدافع سواء كان الفضول أو المغامرة أو الاكتشاف العلمي أو التغطية الإعلامية وتُراقب العواصف بسيارات مجهزة برادارات وحواسيب وخرائط طقس كذلك أدوات حماية للسيارة من شدة الرياح والبرد أو قد تجري بسيارة وكاميرا فقط.